# Ivan Ženatý
Ivan Ženatý (* 2. února 1962 Lomnice nad Popelkou) je český houslový virtuóz a hudební pedagog. Od roku 2012 působí v USA na Cleveland Institute of Music.
Pochází z Podkrkonoší z Lomnice nad Popelkou, jeho dědeček byl varhanář, tatínek vedl jazzovou kapelu. V mládí byl i literárně činný, psal básně a také sportoval. Absolvent pražské AMU (1987), laureát houslové soutěže Pražského jara v roce (1986) a finalista Čajkovského soutěže v roce (1982) je dnes uznávaným komorním hráčem, sólistou a hudebním pedagogem. Po odchodu z české AMU natrvalo působil jako profesor houslové hry na Vysoké hudební škole Carla Marii von Webera v Drážďanech.